# Johann von Sievers

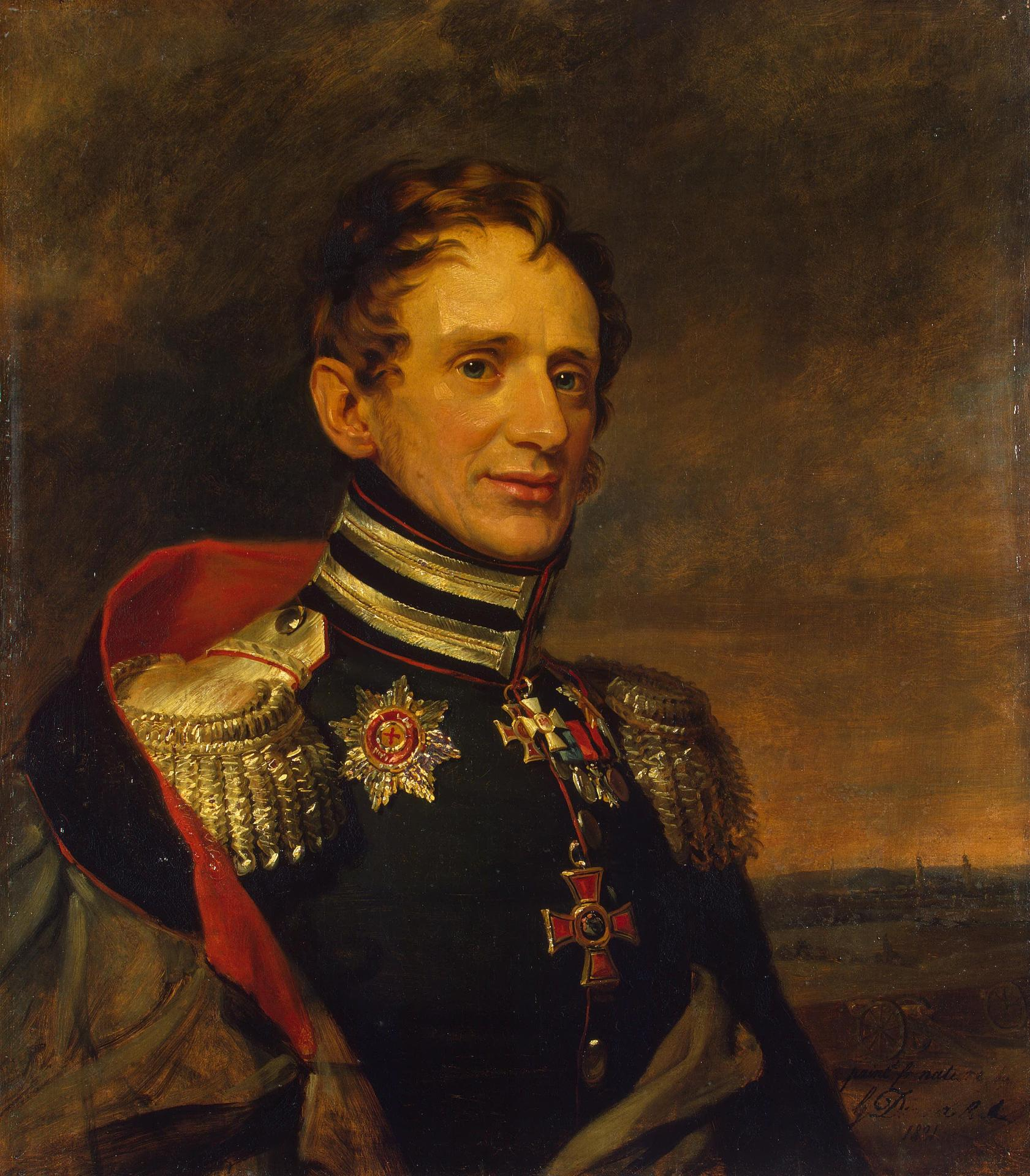
Portrait du comte Johann Joachim Georg von Sievers, par George Dawe, au musée de l'Ermitage (palais d'Hiver de Saint-Pétersbourg)

Le comte Johann Joachim Georg von Sievers (russifié en : Egor Karlovitch Sivers ; Егор Карлович Сиверс), né le 16 août 1778 au château de Wenden en Livonie et mort le 18 juin 1827 à Saint-Pétersbourg, est un aristocrate allemand de la Baltique qui fut général de l'armée impériale russe. C'est le frère du général Carl Gustav von Sievers (1772-1853).

## Biographie
Il est le fils du comte Karl Eberhard von Sievers, propriétaire du château de Wenden, et de son épouse, née Magda von Mengden (1748-1837).  Il étudie à l'université de Göttingen et à l'université allemande de Dorpat. Il entre dans l'armée impériale russe et se bat contre la Grande Armée de Napoléon, sous les ordres du général Wittgenstein. Il est général et ingénieur militaire. Il prend part en 1813 aux batailles de Bautzen, de Lützen et de Dresde. Il est directement sous les ordres de Barclay de Tolly en 1814, lorsqu'il participe à la bataille de Brienne.
Après la guerre, il dirige plusieurs écoles militaires et plusieurs écoles du génie militaire, dont l'école principale du Génie. Il est nommé lieutenant-général, le 29 mars 1825. Il est enterré au cimetière luthérien de Saint-Pétersbourg.

## Source
- (de) Cet article est partiellement ou en totalité issu de l’article de Wikipédia en allemand intitulé « Johann von Sievers » (voir la liste des auteurs).